# مارك برنارد
مارك برنارد (بالإنجليزية: Mark Bernard)‏ هو لاعب هوكي الجليد أمريكي، ولد في 1 فبراير 1969 في هاميلتون في كندا.

## وصلات خارجية
- مارك برنارد على موقع دوري الهوكي الوطني (الإنجليزية)
- مارك برنارد على موقع EliteProspects.com (الإنجليزية)
- مارك برنارد على موقع HockeyDB.com (الإنجليزية)